# Fazenda São Luiz da Boa Sorte
A Fazenda São Luiz da Boa Sorte é uma fazenda histórica, da época do ciclo do café na região do Vale do Paraíba Fluminense. Tombada pelo Instituto Estadual do Patrimônio Estadual (INEPAC). A fazenda está localizada no município de Vassouras, no estado do Rio de Janeiro. É uma propriedade privada de uso comercial.

## História
As terras da Fazenda São Luiz da Boa Sorte se originaram das doações de sesmarias a José Rodrigues da Cruz e Antônio Ribeiro de Avelar. Por alguns anos, as terras passaram por divisões e construções de fazendas. Em 1835, foi construída a Fazenda São Luiz, por Paulo Gomes Ribeiro de Avellar e, vizinha a ela, a Fazenda Boa sorte, construída por Quintiliano Gomes Ribeiro de Avellar. . No Museu Imperial de Petrópolis, na Coleção de Gomes Carneiro do Arquivo Histórico, constam documentos da criação das duas fazendas. Ambas as fazendas passaram por diversos herdeiros e proprietários, com o passar dos tempos.
Em torno de 1876/1877, a fazenda recebeu a visita ilustre de Conde D'Eu (marido da Princesa Isabel, filha de D. Pedro II). que o Sr. Quintiliano chegou até a criar o Quarto do Príncipe para esta visita.
Em 1891, João Gomes dos Reis, na época, o proprietário da Fazenda São Luiz e da Fazenda Boa Sorte, resolveu fundir as duas fazendas, passando a denomina-la de Fazenda São Luiz da Boa Sorte.
Atualmente, o novo proprietário fez reformas profundas na fazenda e a utiliza para fins comerciais na área de turismo. Nas propriedades da Fazenda São Luiz da Boa Sorte, se encontra o Museu do Café, inaugurado em 2017.

## Arquitetura / entorno
A casa sede foi erguida em um grande platô, elevado cerca de cinco metros com relação ao seu entorno, com uma alameda de palmeiras imperiais que  ladeiam o caminho para a entrada principal. Ainda é possível verificar vestígios de uma outra antiga casa sede, que pode ser a que pertencia a Fazenda São Luiz antes da unificação com a Fazenda Boa Sorte.
A casa sede atual, da Fazenda São Luiz da Boa Sorte, é uma edificação típica da segunda metade do século XIX, com sua planta retangular e uma escada dupla central que dá acesso a varanda. Esta por sua vez, conecta-se com as outras partes sociais da casa e à parte mais privada, dedicada aos cômodos familiares.
Possui um pavimento e um porão semi-enterrado. No pavimento térreo estão sete quartos, além do acesso ao porão. Já no pavimento superior, encontram-se  nove quartos,  além da sala de  estar, sala de jantar e sala de costura, área de serviço (cozinha, despensa) e um pátio interno descoberto.

## Museu do Café
Em 2017, o Museu do Café foi inaugurado na Fazenda São Luiz da Boa Sorte, contando a história do café e o período áureo  na região, onde existiam mais de seiscentas fazendas produtivas.

## Turismo pedagógico / visitação
A Fazenda São Luiz da Boa Sorte oferece turismo pedagógico, onde alunos da rede privada e pública podem conhecer a história e geografia, através de aulas de campo, assim como descobrir como era o relacionamento entre barões e escravizados, com o apoio de professores e instrutores. O objetivo é resgatar a história e cultura africanas durante o período da escravidão.
A fazenda também oferece visitas porém com agendamento prévio .